# Ulrich Töpfer
Ulrich Töpfer (* 24. November 1953 in Meiningen) ist ein Sozialpädagoge und deutscher Politiker bei Bündnis 90/Die Grünen. Er war der Landesgeschäftsführer des bund evangelischer jugend in mitteldeutschland (EKM).
Ulrich Töpfer war Initiator der Wendebewegung in Meiningen, 2011 Mitglied der 15. Bundesversammlung zur Wahl des deutschen Bundespräsidenten und ist als Oppositioneller und Aktivist der Wende und friedliche Revolution in der DDR ein anerkannter Verfolgter in der DDR.

## Leben
Ulrich Töpfer wurde 1953 in Meiningen geboren und wuchs in Römhild auf. Auf Grund seiner christlichen Erziehung verweigerte er den Beitritt in die Pionierorganisation und die FDJ. Nach seiner Berufsausbildung als Baufacharbeiter mit Abitur vollzog er im Johannes-Falk-Haus in Eisenach eine vierjährige Diakonenausbildung als kirchlicher Mitarbeiter für Gemeindeaufbau und Jugendarbeit. Anschließend begann er in Meiningen als Kreisjugendwart der Evangelisch-Lutherischen Kirchgemeinde für den Kirchenkreis Meiningen zu wirken. Zu dieser Zeit heiratete er seine Frau Sybille und wurde Vater eines Sohnes, eine Tochter wurde 1981 geboren.
Als bekennender Pazifist stellte Töpfer bereits während seiner Schulzeit einen Antrag für den Wehrdienst ohne Waffe und wurde somit 1979 als Bausoldat eingezogen. Seine Arbeit als kirchlicher Mitarbeiter verstand Töpfer auch als politische Arbeit und begann 1981 nach der Rückkehr vom Wehrdienst in der Opposition in der DDR tätig zu werden. Nach der Aktion „Schwerter zu Pflugscharen“ organisierte er die Friedensdekaden, ab 1982 die Friedensgebete in der Meininger Stadtkirche und er war 1983 Mitbegründer des „Gesprächskreises für Frieden und Ökologie“ im evangelischen Pfarrhaus Meiningen. Die Staatssicherheit der DDR (MfS) wurde auf Töpfer aufmerksam und leitete 1982 die „Operative Personenkontrolle Klerus“ ein, die 1984 zum „Operativen Vorgang Klerus“ wurde.
Zur Wendezeit 1989/1990 war Ulrich Töpfer Mitorganisator der Friedensgebete und zahlreicher Demonstrationen (siehe: Wende in Meiningen). 1990 gehörte er zu den Gründern der Grünen Partei in Meiningen, die später in die Partei Bündnis 90/Die Grünen aufging. Da Töpfer als Oppositioneller in der DDR Repressalien durch die Staatssicherheit ausgesetzt war, ist er anerkannter Verfolgter in der DDR.

## Kirche, Politik und Gesellschaft
Ulrich Töpfer hat und hatte zahlreiche Funktionen im gesellschaftlichen Leben inne.
- Landesgeschäftsführer des bund evangelischer jugend in mitteldeutschland (bejm)
- Leiter der „Friedensgebete“ in der Stadtkirche Meiningen seit 1982
- Leiter des „Gesprächskreises für Frieden und Ökologie“ seit 1983
- Stellvertretender Vorsitzender im Landesjugendring Thüringen
- Mitglied des Landesjugendhilfeausschusses Thüringen
- 1. Stellvertretender Bürgermeister der Stadt Meiningen (seit 2012)
- Fraktionsvorsitzender der Grünen im Stadtrat Meiningen (seit 2004)
- Fraktionsvorsitzender der Grünen im Kreistag Meiningen (1990–1999 und seit 2009)
- Vorsitzender des Eine-Welt-Vereins Meiningen
- Moderator des Bündnisses für Demokratie und Toleranz
- Mitglied im „Thüringer Ökoherz“ und im BUND
- Gründungsmitglied des Demokratischen Aufbruchs in Meiningen 1989
- Gründungsmitglied der Grünen Partei in Meiningen 1990

## Ehrungen
- Goldene Ehrennadel der Stadt Meiningen
- Verdienstorden des Freistaats Thüringen 2019